# Structure wurtzite
Ne doit pas être confondu avec Wurtzite.

Structure wurtzite sous différents angles.

La structure wurtzite, nommée d'après le minéral wurtzite, est la structure cristalline de nombreux composés binaires. Elle fait partie du système cristallin hexagonal. Le prototype chimique adopté par convention est le sulfure de zinc, ZnS, bien que le minéral wurtzite soit un composé poly-atomique (à cause des impuretés). De nombreux composés cristallisant dans cette structure peuvent aussi cristalliser dans la structure blende.

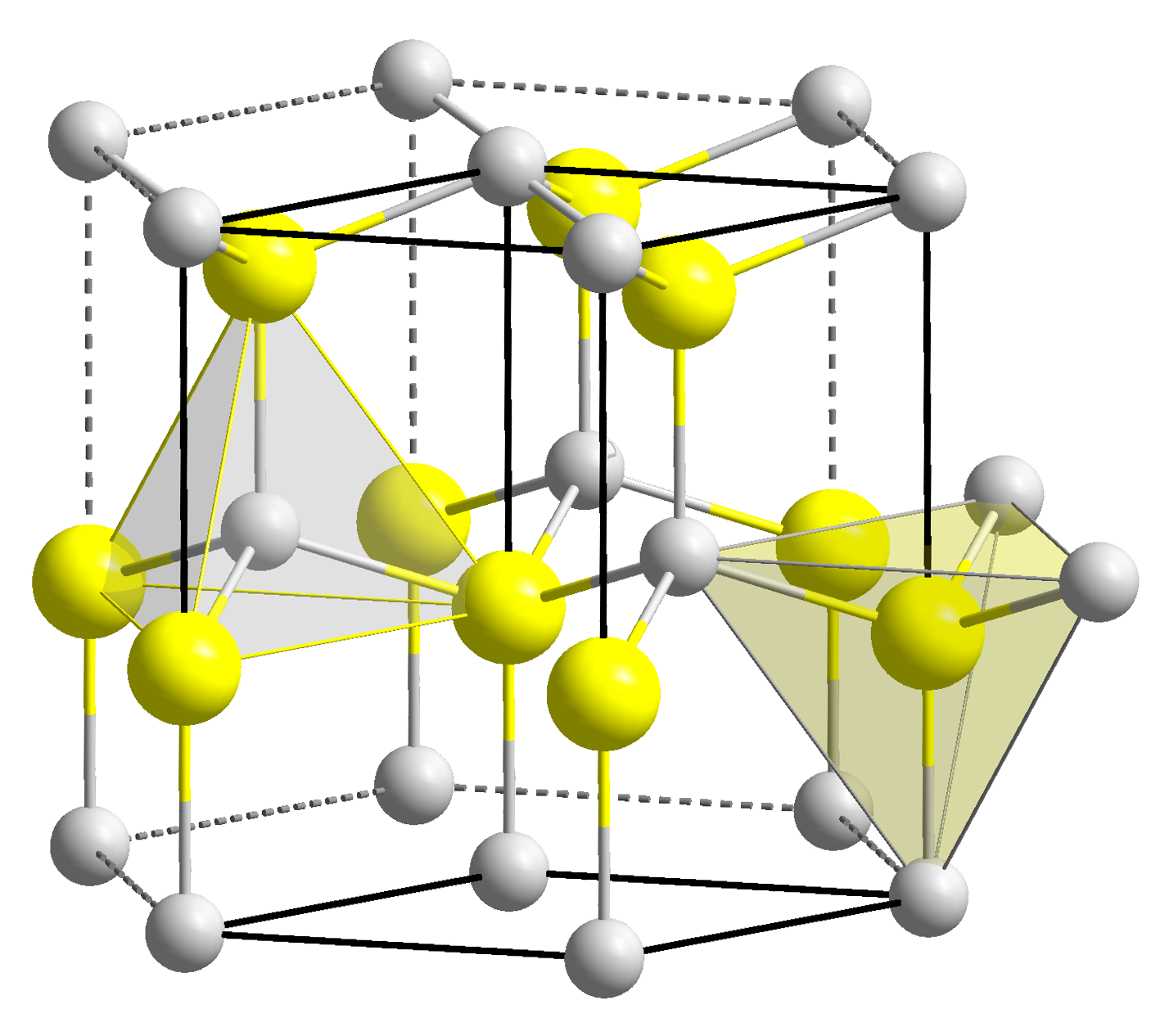
Structure wurtzite.

## Description

Structure cristalline hexagonale.

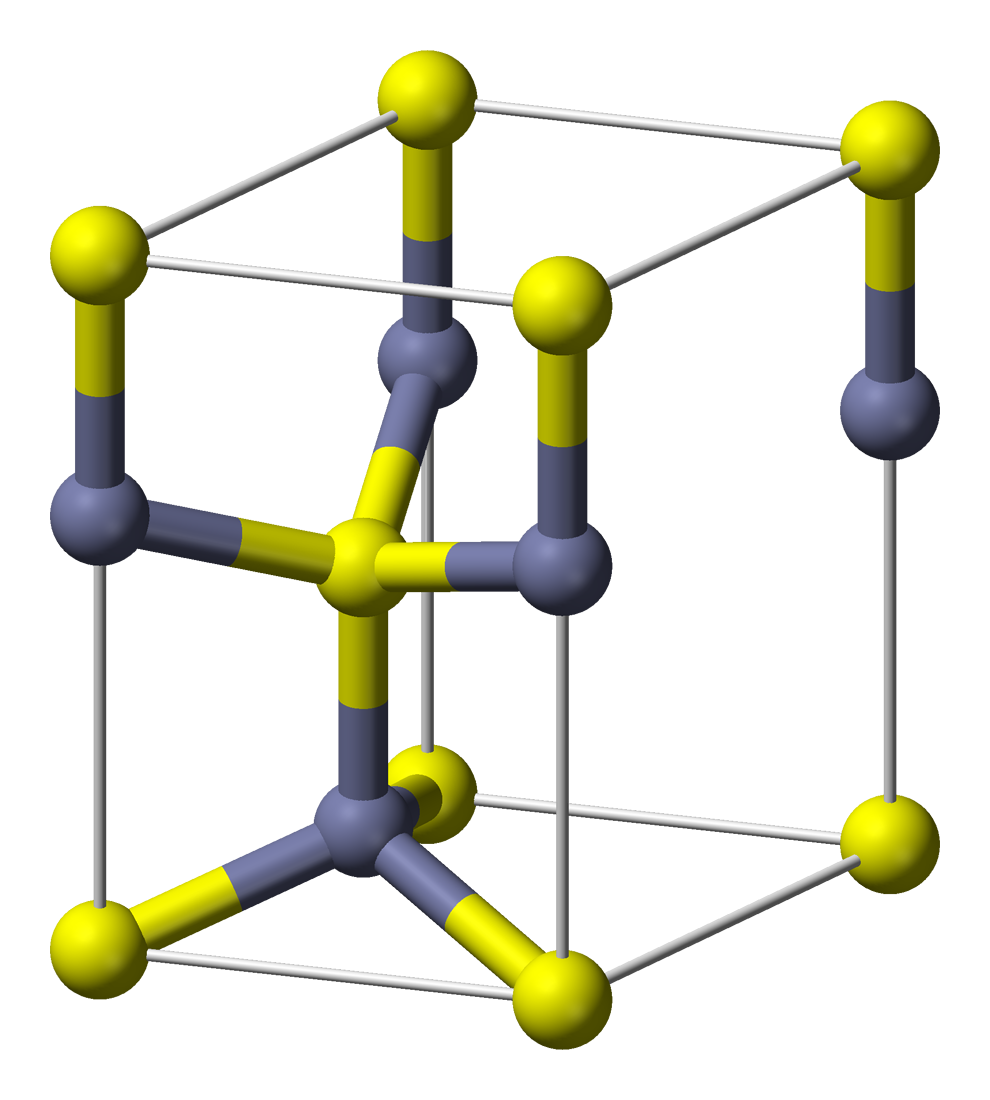
Maille élémentaire de la wurtzite.

La structure cristalline wurtzite est décrite par la désignation Strukturbericht B4 et le symbole de Pearson hP4. Le numéro du groupe d'espace correspondant est 186 (selon la classification de l'union internationale de cristallographie) ou P63mc (selon la notation d'Hermann-Mauguin).
Chacun des deux types d'atome forme une sous-structure de type hcp (de l'anglais hexagonal close-packed). Lorsqu'elles sont vues ensemble, les positions atomiques sont les mêmes que celles de la lonsdaléite (diamant hexagonal). Chaque atome a une coordinence tétraédrique.
La structure wurtzite est non-centrosymétrique (c'est-à-dire sans symétrie centrale). À cause de cela, les cristaux de type wurtzite peuvent posséder (et possèdent souvent) des propriétés telles que la piézoélectricité et la pyroélectricité, que les cristaux centrosymétriques n'ont pas.

## Composés ayant cette structure
Parmi les composés qui peuvent adopter la structure wurtzite, en dehors de la wurtzite elle-même, on peut citer : AgI, ZnO, CdS, CdSe, α-SiC, GaN, AlN, BN et d'autres semi-conducteurs. Dans la plupart de ces composés, la wurtzite n'est pas la forme préférentielle du cristal ordinaire, mais cette structure peut être favorisée dans les formes nanocristallines du matériau.
Dans le cas des matériaux qui ont plus d'une structure cristalline, le préfixe « w- » est parfois ajouté à la formule brute pour indiquer la structure cristalline wurtzite, comme pour le w-BN.